# Muzeum Transportu w Bratysławie

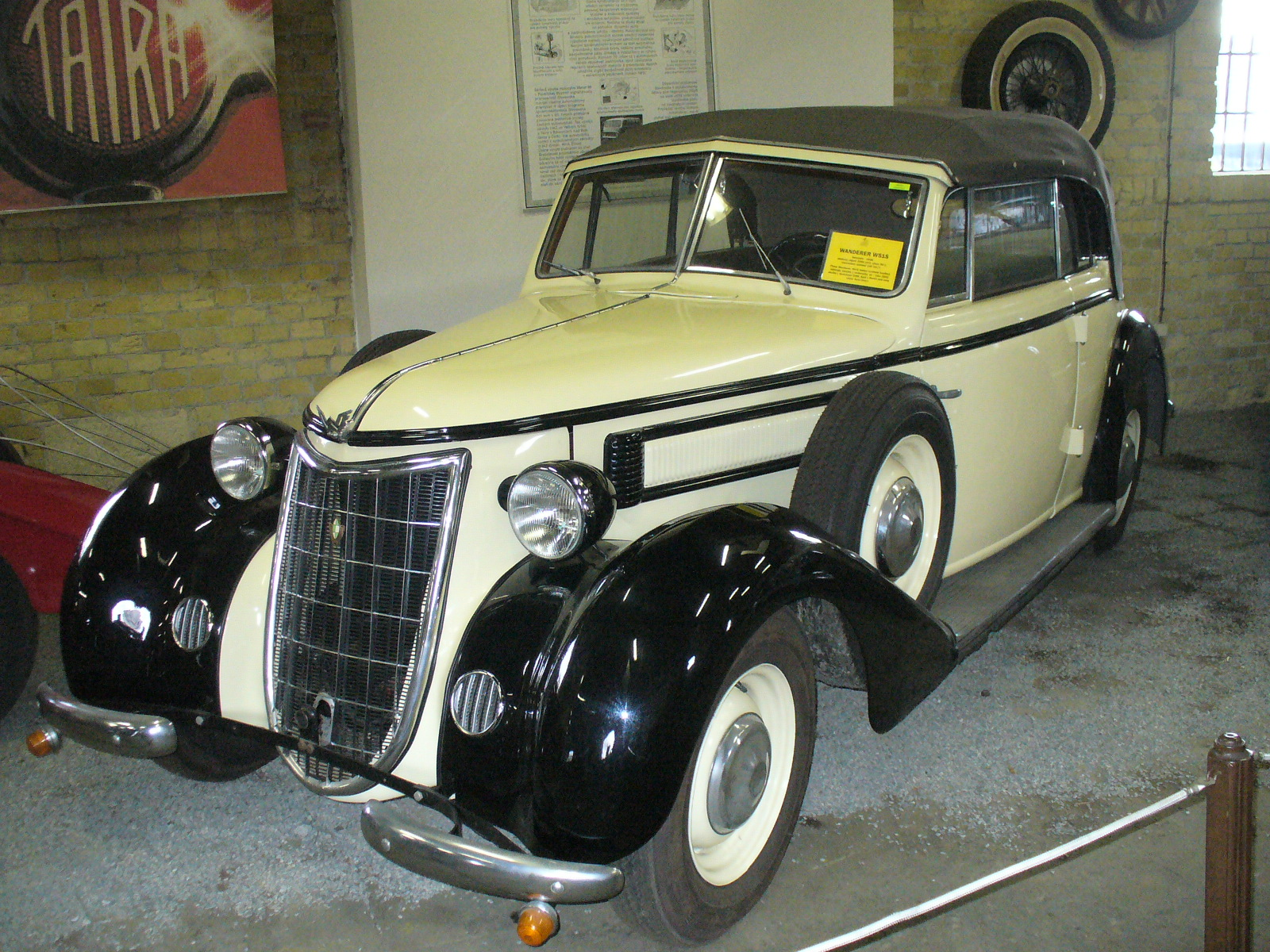
Jeden z eksponatów w budynku A - Wanderer W51S

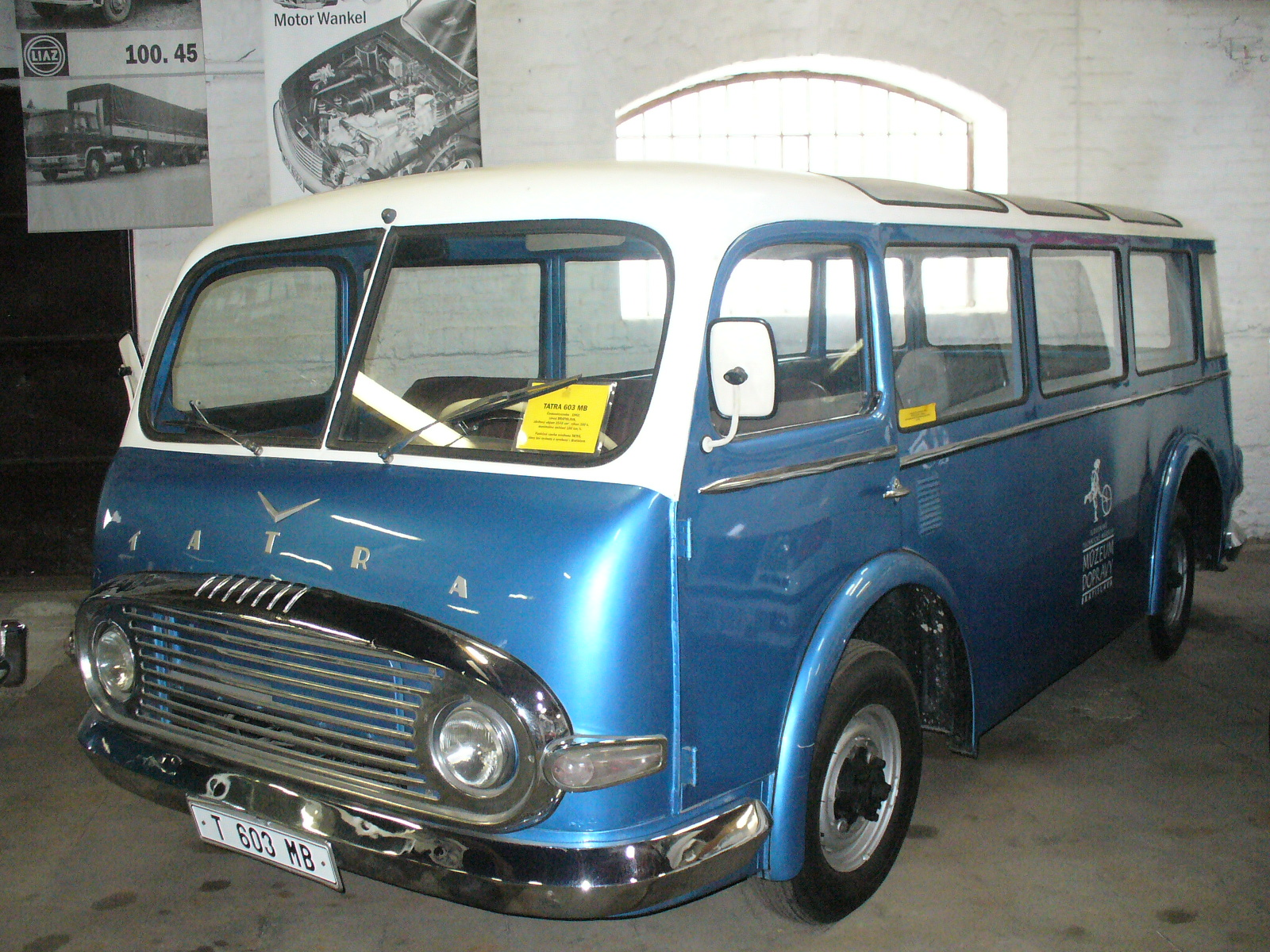
Prototyp mikrobusu Tatra 603 MB

Muzeum Transportu w Bratysławie (słow. Múzeum dopravy Bratislava, STM) – to oddział Słowackiego Muzeum Technicznego (Slovenské technické múzeum, STM) w Koszycach. Otwarto je w 1999 w dawnych magazynach kolejowych (wybudowanych około 1850) oraz w budynku należącym kiedyś do policji kolejowej, tuż obok Dworca Głównego. Podstawą kolekcji były zbiory Veteran Klub Bratislava, które od 1972 zaczęło gromadzić w Bratysławie stare samochody i motocykle, a pod koniec dekady również pamiątki związane z koleją.
W dwóch budynkach (A i B) muzeum prezentuje eksponaty dotyczące motoryzacji oraz kolejnictwa, związanego głównie z terenami byłej Czechosłowacji. Najstarszy egzemplarz samochodu pochodzi z 1911, ostatnie z lat 80. XX wieku, natomiast najstarsze wystawiane motocykle pochodzą z lat 20. ubiegłego stulecia. Dominują eksponaty wyprodukowane przez firmy czechosłowackie - m.in. Tatra, Škoda oraz Praga. Kolekcja poświęcona historii kolei żelaznych obejmuje wystawę mundurów kolejarskich oraz sprzętu używanego przez pracowników kolei, natomiast na zewnątrz budynku zwiedzający mogą oglądać lokomotywy i wagony pochodzące z różnych okresów XX wieku. Najstarsze datuje się na koniec XIX wieku, większość pochodzi z I Republiki Czechosłowackiej oraz okresu powojennego. 
W budynku B wystawianych jest kilka samochodów i motocykli z lat II wojny światowej oraz z okresu socjalistycznego.

## Niektóre eksponaty

### Samochody i autobusy
- Laurin & Klement 110 z 1925,
- Mercedes-Benz 260 z 1928,
- Tatra 12 z 1929 oraz z 1930, kursująca w okresie międzywojennym jako bratysławska taksówka,
- Tatra T57,
- Ford T,
- Wanderer W51S z 1938,
- Praga Golden z 1938,
- Fiat 500 Topolino z 1939,
- Jawa Minor z 1941,
- autobus Praga RN z 1947,
- Skoda 1201 Sedan z 1958,
- jedyny prototyp Tatra 603 MB - niewielkiego busa,
- Tatra T603-2 - wersja rajdowa,
- Skoda 120S - wersja rajdowa,
- ZIL 115 z 1985,
- GAZ-14 Czajka z 1987,

### Motocykle
- belgijska Sarolea z 1928,
- czechosłowackie motocykle firmy Böhmerland,

### Lokomotywy i wagony
- lokomotywa parowa 310.0107 z 1902,
- lokomotywa parowa 434.128/516.0684 z 1920,
- pług śnieżny, wybudowany na podwoziu z 1913,
- węgierski wagon towarowy, którego część elementów pochodzi z końca XIX wieku,
- Lokomotywa ST44.
- drezyna Tatra z 1947,

### II wojna światowa
- mina samobieżna Goliat,
- amfibia KDF-166,
- Sd.Kfz.2,
- motocykl BMW R 75 Sahara,
- Jeep Willys Overland M.

Wśród eksponatów jest również kilkanaście zabytkowych rowerów.

## Godziny otwarcia
W okresie letnim (maj-wrzesień) muzeum czynne jest od wtorku do niedzieli (10-17), natomiast w okresie zimowym od wtorku do piątku (10-16) i w weekendy dłużej (10-17).